# Filmåret 2020
Filmåret 2020 är en översikt över händelser, inklusive prisutdelningar, festivaler, en lista över släppta filmer och anmärkningsvärda dödsfall. Detta år påverkades kraftigt av COVID-19-pandemin och många filmer som ursprungligen planerades att släppas 2020 sköts upp till 2021 som ett resultat.

## Mest inkomstbringande filmer
| Rank | Titel                               | Distribution                 | Intäkter     |
| ---- | ----------------------------------- | ---------------------------- | ------------ |
| 1    | The Eight Hundred                   | CMC Pictures Holdings        | $461 421 559 |
| 2    | Demon Slayer the Movie: Mugen Train | Tōhō / Aniplex               | $453 084 942 |
| 3    | Bad Boys for Life                   | Sony / Columbia Pictures     | $426 505 244 |
| 4    | My People, My Homeland              | China Lion Film Distribution | $422 390 820 |
| 5    | Tenet                               | Warner Bros.                 | $363 656 624 |
| 6    | Sonic the Hedgehog                  | Paramount Pictures           | $319 715 683 |
| 7    | Dolittle                            | Universal Pictures           | $245 443 342 |
| 8    | Legend of Deification               | Beijing Enlight Pictures     | $240 663 149 |
| 9    | A Little Red Flower                 | Lian Ray Pictures            | $216 000     |
| 10   | Croodarna 2: En ny tid              | Universal Pictures           | $206 243 815 |

## Händelser
- 19 december – Satellite Awards
- 5 januari – Golden Globe-galan
- 12 januari – Critics' Choice Movie Awards
- 19 januari – Screen Actors Guild Awards
- 20 januari – Guldbaggegalan
- 2 februari – BAFTA-galan
- 9 februari – Oscarsgalan
- 12-23 maj – Filmfestivalen i Cannes

## Årets filmer
A
- A Little Red Flower
- Adam
- After we collided
- Alltid Amber
- Andernas drömmar
- Angrezi Medium
- Antebellum
- Artemis Fowl
- Ask Tesadüfleri Sever 2
- The Average Color of the Universe

B
- Bad Boys for Life
- Berts dagbok
- Bill & Ted Face the Music
- Birds of Prey
- Bloodshot
- Brahms: The Boy 2
- Breaking Surface

C
- The Call of the Wild – Skriet från vildmarken
- Catwalk – från Glada Hudik till New York
- Chaos Walking
- Charter
- Chhapaak
- Croodarna 2: En ny tid

D
- Death on the Nile
- Demon Slayer the Movie: Mugen Train
- Dolittle
- Downhill
- Dreamland

E
- The Eight Hundred
- Ella Bella Bingo
- Emma
- Escape Room 2

F
- Fantasy Island
- Framåt
- Freaky

G
- Greta
- Greyhound
- The Grudge

H
- The Hunt

I
- Importinis Jaunikis
- In the Heights
- The Invisible Man

J
- Jak zostalem gangsterem
- Jozi Gold

K
- Kenta lever
- Kvinnan i fönstret

L
- LasseMajas detektivbyrå – Tågrånarens hemlighet
- Last Night in Soho
- Legend of Deification
- Like a Boss
- The Lost Prince
- Love Aaj Kal 2

M
- Malang
- Mayday
- Min pappa Marianne
- Monster Hunter
- Mulan
- My People, My Homeland
- My Spy

N
- Nelly Rapp – Monsteragent
- The New Mutants

P
- Panga
- Pelle Kanin 2 – På rymmen
- Pelle Svanslös
- The Photograph
- Pool
- Promising Young Woman
- Psy 3: W imie zasad
- Psykos i Stockholm

S
- Scoob!
- Se upp för Jönssonligan
- Sista striden
- Själen
- Sonic the Hedgehog
- Spring Uje spring
- Svampbob: Svamp på rymmen

T
- Tenet
- Terapi i Tunisien
- Trolls 2: Världsturnén

U
- Underwater
- Utvandrarna

W
- The Witches
- Wonder Woman 1984

## Svenska biopremiärer
Filmer som kommer att ha eller hade premiär i Sverige under 2020.
| Sverigepremiärer 2020 | Sverigepremiärer 2020 | Sverigepremiärer 2020                           | Sverigepremiärer 2020                     | Sverigepremiärer 2020 | Sverigepremiärer 2020                                   | Sverigepremiärer 2020 |
| Datum                 | Datum                 | Titel                                           | Land                                      | Regi och medverkande | Genre                                                   | Ref                   |
| --------------------- | --------------------- | ----------------------------------------------- | ----------------------------------------- | --- | ------------------------------------------------------- | --------------------- |
| J A N U A R I         | 3                     | The Good Liar                                   | USA                                       | Regi: Bill Condon; Med: Helen Mirren, Ian McKellen, Russell Tovey, Jim Carter | Drama, Kriminal, Thriller                               | [ 2 ] [ 3 ]           |
| J A N U A R I         | 3                     | The Grudge                                      | Kanada · USA                              | Regi: Nicolas Pesce; Med: Andrea Riseborough, Demián Bichir, John Cho, Betty Gilpin, Lin Shaye, Jacki Weaver | Skräck                                                  | [ 4 ] [ 5 ]           |
| J A N U A R I         | 10                    | The Farewell                                    | USA · Kina                                | Regi: Lulu Wang; Med: Awkwafina, Tzi Ma, Diana Lin, Zhao Shuzhen, Lu Hong, Jiang Yongbo | Drama, Komedi                                           | [ 6 ] [ 7 ]           |
| J A N U A R I         | 10                    | Jojo Rabbit                                     | USA · Nya Zeeland · Tjeckien              | Regi: Taika Waititi; Med: Roman Griffin Davis, Thomasin McKenzie, Taika Waititi, Rebel Wilson, Stephen Merchant, Alfie Allen, Sam Rockwell, Scarlett Johansson | Drama, Komedi, Satir, Ungdom                            | [ 8 ] [ 9 ]           |
| J A N U A R I         | 10                    | Les Misérables                                  | Frankrike                                 | Regi: Ladj Ly; Med: Damien Bonnard, Alexis Manenti, Djibril Zonga, Issa Percia, Al-Hassan Ly, Steve Tientcheu, Almany Kanoute, Nizar Ben Fatma | Drama                                                   | [ 10 ] [ 11 ]         |
| J A N U A R I         | 17                    | Bad Boys for Life                               | USA                                       | Regi: Adil El Arbi och Bilall Fallah; Med: Will Smith, Martin Lawrence, Vanessa Hudgens, Alexander Ludwig, Charles Melton, Paola Núñez, Kate del Castillo, Nicky Jam, Joe Pantoliano                                                                                       | Action, Komedi                                          | [ 12 ] [ 13 ]         |
| J A N U A R I         | 17                    | Bombshell – När tystnaden bryts                 | USA · Kanada                              | Regi: Jay Roach; Med: Charlize Theron, Nicole Kidman, Margot Robbie, John Lithgow, Kate McKinnon, Connie Britton, Malcolm McDowell, Allison Janney | Biografi, Drama                                         | [ 14 ] [ 15 ]         |
| J A N U A R I         | 17                    | Cats                                            | Storbritannien · USA                      | Regi: Tom Hooper; Med: James Corden, Judi Dench, Jason Derulo, Idris Elba, Jennifer Hudson, Ian McKellen, Taylor Swift, Rebel Wilson, Francesca Hayward | Drama, Fantasy, Komedi, Musikal                         | [ 16 ] [ 17 ]         |
| J A N U A R I         | 17                    | Just Mercy                                      | USA                                       | Regi: Destin Daniel Cretton; Med: Michael B. Jordan, Jamie Foxx, Rob Morgan, Tim Blake Nelson, Rafe Spall, Brie Larson | Biografi, Drama                                         | [ 18 ] [ 19 ]         |
| J A N U A R I         | 17                    | Pelle Svanslös                                  | Sverige                                   | Regi: Christian Ryltenius; Med: Adam Pålsson, Christopher Wagelin, Li Schmalenbach | Animerat, Familj                                        | [ 20 ]                |
| J A N U A R I         | 24                    | Alice och borgmästaren                          | Frankrike · Belgien                       | Regi: Nicolas Pariser; Med: Anaïs Demoustier, Antoine Reinartz, Fabrice Luchini, Léonie Simaga, Nora Hamzawi | Drama                                                   | [ 21 ] [ 22 ]         |
| J A N U A R I         | 24                    | Color Out of Space                              | USA · Portugal · Malaysia                 | Regi: Richard Stanley; Med: Nicolas Cage, Joely Richardson, Madeleine Arthur, Q'orianka Kilcher, Tommy Chong | Skräck                                                  | [ 23 ] [ 24 ]         |
| J A N U A R I         | 24                    | Dolittle                                        | USA                                       | Regi: Stephen Gaghan; Med: Robert Downey Jr., Antonio Banderas, Michael Sheen, Emma Thompson, Rami Malek, John Cena, Kumail Nanjiani, Octavia Spencer, Tom Holland, Craig Robinson, Ralph Fiennes, Selena Gomez, Marion Cotillard                                          | Familj, Fantasy                                         | [ 25 ] [ 26 ]         |
| J A N U A R I         | 24                    | Unga kvinnor                                    | USA                                       | Regi: Greta Gerwig; Med: Saoirse Ronan, Emma Watson, Florence Pugh, Eliza Scanlen, Laura Dern, Timothée Chalamet, Meryl Streep, Tracy Letts, Bob Odenkirk, James Norton, Louis Garrel, Chris Cooper                                                                        | Drama, Historik, Ungdom                                 | [ 27 ] [ 28 ]         |
| J A N U A R I         | 31                    | 1917                                            | Storbritannien · USA                      | Regi: Sam Mendes; Med: George MacKay, Dean-Charles Chapman, Mark Strong, Andrew Scott, Richard Madden, Claire Duburcq, Colin Firth, Benedict Cumberbatch | Action, Drama, Historik, Krig                           | [ 29 ] [ 30 ]         |
| J A N U A R I         | 31                    | Catwalk – från Glada Hudik till New York        | Sverige                                   | Regi: Johan Skog | Dokumentär                                              | [ 31 ] [ 32 ]         |
| J A N U A R I         | 31                    | De ovanliga                                     | Frankrike                                 | Regi: Olivier Nakache & Éric Toledano; Med: Vincent Cassel, Reda Kateb, Hélène Vincent, Alban Ivanov, Frédéric Pierrot | Drama, Komedi                                           | [ 33 ] [ 34 ]         |
| J A N U A R I         | 31                    | A Hidden Life                                   | Tyskland · USA                            | Regi: Terrence Malick; Med: August Diehl, Valerie Pachner, Matthias Schoenaerts, Michael Nyqvist, Bruno Ganz | Drama, Historik                                         | [ 35 ] [ 36 ]         |
| J A N U A R I         | 31                    | Spies in Disguise                               | USA                                       | Regi: Nick Bruno & Troy Quane; Med: Will Smith, Tom Holland, Rashida Jones, Ben Mendelsohn, Reba McEntire, Rachel Brosnahan, Karen Gillan, DJ Khaled, Masi Oka | Animerat, Action, Komedi, Satir, Sci-Fi, Spion, Äventyr | [ 37 ] [ 38 ]         |
| F E B R U A R I       | 7                     | The Average Color of the Universe               | Sverige                                   | Regi: Alexandra-Therese Keining; Med: Jennie Silfverhjelm, Zardasht Rad | Drama                                                   | [ 39 ] [ 40 ]         |
| F E B R U A R I       | 7                     | Birds of Prey                                   | USA                                       | Regi: Cathy Yan; Med: Margot Robbie, Mary Elizabeth Winstead, Jurnee Smollett-Bell, Rosie Perez, Chris Messina, Ella Jay Basco, Ali Wong, Ewan McGregor | Action, Komedi, Superhjälte                             | [ 41 ] [ 42 ]         |
| F E B R U A R I       | 7                     | En vit, vit dag                                 | Island · Sverige                          | Regi: Hlynur Pálmason; Med: Ingvar Sigurdsson, Ída Mekkín Hlynsdóttir, Hilmir Snær Guðnason, Sara Dögg Ásgeirsdóttir | Drama                                                   | [ 43 ] [ 44 ]         |
| F E B R U A R I       | 7                     | Familjefesten                                   | Frankrike · Belgien                       | Regi: Cédric Kahn; Med: Catherine Deneuve, Emmanuelle Bercot, Vincent Macaigne, Cédric Kahn | Drama, Komedi                                           | [ 45 ] [ 46 ]         |
| F E B R U A R I       | 7                     | LasseMajas detektivbyrå – Tågrånarens hemlighet | Sverige                                   | Regi: Moa Gammel; Med: Nils Kendle, Polly Stjärne, Tomas Norström, Tomas von Brömssen, Alexej Manvelov, Anna Bjelkerud, Lia Boysen, Ulla Skoog, David Wiberg, Peter Viitanen                                                                                               | Familj                                                  | [ 47 ] [ 48 ]         |
| F E B R U A R I       | 7                     | Waves                                           | USA                                       | Regi: Trey Edward Shults; Med: Kelvin Harrison Jr., Lucas Hedges, Taylor Russell, Alexa Demie, Renée Elise Goldsberry, Sterling K. Brown | Drama, Romantik                                         | [ 49 ] [ 50 ]         |
| F E B R U A R I       | 14                    | Breaking Surface                                | Sverige                                   | Regi: Joachim Hedén; Med: Moa Gammel, Madeleine Martin | Action, Drama                                           | [ 51 ] [ 52 ]         |
| F E B R U A R I       | 14                    | Emma                                            | Storbritannien                            | Regi: Autumn de Wilde; Med: Anya Taylor-Joy, Johnny Flynn, Bill Nighy | Drama, Komedi                                           | [ 53 ] [ 54 ]         |
| F E B R U A R I       | 14                    | La Belle Époque                                 | Frankrike                                 | Regi: Nicolas Bedos; Med: Daniel Auteuil, Guillaume Canet, Doria Tillier, Fanny Ardant | Drama, Komedi, Romantik                                 | [ 55 ] [ 56 ]         |
| F E B R U A R I       | 19                    | Sonic the Hedgehog                              | USA · Japan · Kanada                      | Regi: Jeff Fowler; Med: Ben Schwartz, James Marsden, Jim Carrey, Tika Sumpter | Action, Fantasy, Sci-Fi, Äventyr                        | [ 57 ] [ 58 ]         |
| F E B R U A R I       | 21                    | Min pappa Marianne                              | Sverige                                   | Regi: Mårten Klingberg; Med: Rolf Lassgård, Hedda Stiernstedt, Lena Endre, Klas Wiljergård, Nour El Refai, Kajsa Ernst, Ralph Carlsson, Vilhelm Blomgren, Mårten Klingberg, Natalie Minnevik                                                                               | Drama                                                   | [ 59 ] [ 60 ]         |
| F E B R U A R I       | 21                    | The Call of the Wild – Skriet från vildmarken   | USA                                       | Regi: Chris Sanders; Med: Harrison Ford, Dan Stevens, Omar Sy, Karen Gillan, Bradley Whitford, Colin Woodell | Äventyr                                                 | [ 61 ] [ 62 ]         |
| F E B R U A R I       | 21                    | Weathering with You                             | Japan                                     | Regi: Makoto Shinkai | Animerat, Drama, Fantasy                                | [ 63 ] [ 64 ]         |
| F E B R U A R I       | 26                    | The Gentlemen                                   | USA                                       | Regi: Guy Ritchie; Med: Matthew McConaughey, Charlie Hunnam, Henry Golding, Michelle Dockery, Jeremy Strong, Eddie Marsan, Colin Farrell, Hugh Grant | Action, Kriminal                                        | [ 65 ] [ 66 ]         |
| F E B R U A R I       | 28                    | En officer och spion                            | Frankrike · Italien                       | Regi: Roman Polański; Med: Jean Dujardin, Louis Garrel, Emmanuelle Seigner, Grégory Gadebois | Drama                                                   | [ 67 ] [ 68 ]         |
| F E B R U A R I       | 28                    | The Invisible Man                               | Australien · USA                          | Regi: Leigh Whannell; Med: Elisabeth Moss, Oliver Jackson-Cohen, Aldis Hodge, Storm Reid, Harriet Dyer | Action, Sci-Fi, Skräck, Thriller                        | [ 69 ] [ 70 ]         |
| F E B R U A R I       | 28                    | Richard Jewell                                  | USA                                       | Regi: Clint Eastwood; Med: Sam Rockwell, Kathy Bates, Jon Hamm, Olivia Wilde, Paul Walter Hauser | Biografi, Drama                                         | [ 71 ] [ 72 ]         |
| M A R S               | 6                     | Dark Waters                                     | USA                                       | Regi: Todd Haynes; Med: Mark Ruffalo, Anne Hathaway, Tim Robbins, Bill Camp, Victor Garber, Mare Winningham, Bill Pullman | Mysterium, Psykologi, Thriller                          | [ 73 ] [ 74 ]         |
| M A R S               | 6                     | Framåt                                          | USA                                       | Regi: Dan Scanlon; Med: Tom Holland, Chris Pratt, Julia Louis-Dreyfus, Octavia Spencer, Ali Wong, Lena Waithe, Mel Rodriguez | Animerat, Fantasy, Komedi                               | [ 75 ] [ 76 ]         |
| M A R S               | 6                     | The Lodge                                       | Storbritannien · Kanada · USA             | Regi: Severin Fiala & Veronika Franz; Med: Riley Keough, Jaeden Martell, Lia McHugh, Alicia Silverstone, Richard Armitage | Skräck, Thriller                                        | [ 77 ] [ 78 ]         |
| M A R S               | 6                     | Queen & Slim                                    | Kanada · USA                              | Regi: Melina Matsoukas; Med: Daniel Kaluuya, Jodie Turner-Smith, Bokeem Woodbine, Chloë Sevigny, Flea, Sturgill Simpson, Indya Moore | Drama, Kriminal, Romantik, Thriller                     | [ 79 ] [ 80 ]         |
| M A R S               | 6                     | Terapi i Tunisien                               | Frankrike · Tunisien                      | Regi: Manele Labidi Labbé; Med: Golshifteh Farahani, Majd Mastoura, Aïsha Ben Miled, Feryel Chammari, Hichem Yacoubi | Komedi                                                  | [ 81 ] [ 82 ]         |
| M A R S               | 13                    | Bloodshot                                       | USA · Kina                                | Regi: Dave Wilson; Med: Vin Diesel, Eiza González, Sam Heughan, Toby Kebbell, Guy Pearce | Action, Sci-Fi, Superhjälte                             | [ 83 ] [ 84 ]         |
| M A R S               | 13                    | Charter                                         | Sverige                                   | Regi: Amanda Kernell; Med: Ane Dahl Torp, Sverrir Gudnason, Tintin Poggats Sarri, Troy Lundkvist | Drama                                                   | [ 85 ] [ 86 ]         |
| M A R S               | 13                    | Corpus Christi                                  | Polen                                     | Regi: Jan Komasa; Med: Bartosz Bielenia | Drama                                                   | [ 87 ] [ 88 ]         |
| M A R S               | 13                    | The Hunt                                        | USA                                       | Regi: Craig Zobel; Med: Betty Gilpin, Ike Barinholtz, Emma Roberts, Hilary Swank | Action, Komedi, Satir, Thriller                         | [ 89 ] [ 90 ]         |
| M A R S               | 13                    | Like a Boss                                     | USA                                       | Regi: Miguel Arteta; Med: Tiffany Haddish, Rose Byrne, Jennifer Coolidge, Natasha Rothwell, Billy Porter, Salma Hayek | Komedi                                                  | [ 91 ] [ 92 ]         |
| M A R S               | 13                    | The Lost Prince                                 | Frankrike · Belgien                       | Regi: Michel Hazanavicius; Med: Omar Sy, François Damiens, Bérénice Bejo | Komedi, Fantasy, Äventyr                                | [ 93 ] [ 94 ]         |
| M A R S               | 13                    | Sanningen                                       | Frankrike · Japan                         | Regi: Hirokazu Kore-eda; Med: Catherine Deneuve, Juliette Binoche, Ethan Hawke, Ludivine Sagnier, Clémentine Grenier, Manon Clavel, Alain Libolt, Christian Crahay, Roger Van Hool                                                                                         | Drama                                                   | [ 95 ] [ 96 ]         |
| M A R S               | 13                    | Till min dotter                                 | Storbritannien · Syrien                   | Regi: Waad Al-Kateab & Edward Watts | Dokumentär                                              | [ 97 ] [ 98 ]         |
| M A R S               | 20                    | Ella Bella Bingo                                | Norge                                     | Regi: Atle Solberg Blakseth & Frank Mosvold | Animerat, Familj                                        | [ 99 ] [ 100 ]        |
| M A R S               | 20                    | The Peanut Butter Falcon                        | USA                                       | Regi: Tyler Nilson & Michael Schwartz; Med: Shia LaBeouf, Dakota Johnson, John Hawkes, Bruce Dern, Zack Gottsagen, Jon Bernthal, Thomas Haden Church | Drama, Komedi                                           | [ 101 ] [ 102 ]       |
| M A R S               | 20                    | Samsam                                          | Frankrike                                 | Regi: Tanguy de Kermel | Animerat, Familj                                        | [ 103 ] [ 104 ]       |
| M A R S               | 27                    | Bait                                            | Storbritannien                            | Regi: Mark Jenkin; Med: Edward Rowe, Mary Woodvine, Simon Shepherd, Giles King | Drama                                                   | [ 105 ] [ 106 ]       |
| M A R S               | 27                    | Hope Gap                                        | Storbritannien                            | Regi: William Nicholson; Med: Annette Bening, Bill Nighy, Josh O'Connor, Aiysha Hart, Ryan McKen, Steven Pacey, Nicholas Burns | Drama                                                   | [ 107 ] [ 108 ]       |
| J U N I               | 24                    | Marie Curie: Pionjär. Geni. Rebell.             | Storbritannien · Ungern                   | Regi: Marjane Satrapi; Med: Rosamund Pike, Sam Riley, Anya Taylor-Joy, Aneurin Barnard, Simon Russell Beale | Biografi, Drama                                         | [ 109 ] [ 110 ]       |
| J U N I               | 24                    | Brahms: The Boy 2                               | USA                                       | Regi: William Brent Bell; Med: Katie Holmes, Ralph Ineson, Owain Yeoman, Christopher Convery | Skräck                                                  | [ 111 ] [ 112 ]       |
| A U G U S T I         | 5                     | Berts dagbok                                    | Sverige                                   | Regi: Michael Lindgren; Med: Hugo Krajcik, Julia Pirzadeh, Frank Dorsin, Yussra El Abdouni, Arvid Bergelv, Frode Östlin Westman | Familj                                                  | [ 113 ] [ 114 ]       |
| A U G U S T I         | 26                    | Tenet                                           | USA · Storbritannien                      | Regi: Christopher Nolan; Med: John David Washington, Robert Pattinson, Elizabeth Debicki, Dimple Kapadia, Michael Caine, Kenneth Branagh | Action, Thriller                                        | [ 115 ] [ 116 ]       |
| S E P T E M B E R     | 2                     | The New Mutants                                 | USA                                       | Regi: Josh Boone; Med: Maisie Williams, Anya Taylor-Joy, Charlie Heaton, Alice Braga, Blu Hunt, Henry Zaga | Action, Sci-Fi, Skräck, Superhjälte, Thriller, Ungdom   | [ 117 ] [ 118 ]       |
| S E P T E M B E R     | 11                    | The Audition                                    | Tyskland · Frankrike                      | Regi: Ina Weisse; Med: Nina Hoss, Simon Abkarian, Jens Albinus, Ilja Monti, Serafin Mishiev | Drama                                                   | [ 119 ] [ 120 ]       |
| S E P T E M B E R     | 18                    | Visslarna                                       | Rumänien · Frankrike · Tyskland · Sverige | Regi: Corneliu Porumboiu; Med: Vlad Ivanov, Catrinel Marlon | Komedi, Thriller                                        | [ 121 ] [ 122 ]       |
| S E P T E M B E R     | 25                    | Funhouse                                        | Sverige · Kanada                          | Regi: Jason William Lee; Med: Valter Skarsgård, Khamisa Wilsher, Gigi Saul Guerrero, Christopher Gerard, Jerome Velinsky, Amanda Howells, Karolina Benefield, Mathias Retamal, Dayleigh Nelson                                                                             | Skräck                                                  | [ 123 ] [ 124 ]       |
| O K T O B E R         | 2                     | Trolls 2: Världsturnén                          | USA                                       | Regi: Walt Dohrn; Med: Anna Kendrick, Justin Timberlake, James Corden, Ozzy Osbourne, Rachel Bloom, Anderson Paak, George Clinton, Mary J. Blige, Kelly Clarkson, Sam Rockwell, Ron Funches, Gwen Stefani, Icona Pop, Kunal Nayyar, Jamie Dornan, J Balvin, Kenan Thompson | Animerat, Familj, Fantasy, Komedi, Musikal, Romantik    | [ 125 ] [ 126 ]       |
| O K T O B E R         | 23                    | Nelly Rapp – Monsteragent                       | Sverige                                   | Regi: Amanda Adolfsson; Med: Matilda Gross, Johan Rheborg, Marianne Mörck, Björn Gustafsson, Lily Wahlsteen | Familj                                                  | [ 127 ] [ 128 ]       |
| N O V E M B E R       | 2                     | Adam                                            | Marocko · Frankrike · Belgien             | Regi: Maryam Touzani; Med: Lubna Azabal, Nisrin Erradi, Douae Belkhaouda, Aziz Hattab, Hasna Tamtaoui | Drama                                                   | [ 129 ] [ 130 ]       |
| N O V E M B E R       | 13                    | Freaky                                          | USA                                       | Regi: Christopher Landon; Med: Vince Vaughn, Kathryn Newton, Uriah Shelton, Katie Finneran, Alan Ruck | Komedi, Skräck                                          | [ 131 ] [ 132 ]       |
| N O V E M B E R       | 20                    | Greta                                           | Sverige                                   | Regi: Nathan Grossman; Med: Greta Thunberg, Malena Ernman, Franciskus, António Guterres, Jean-Claude Juncker | Dokumentär                                              | [ 133 ] [ 134 ]       |
| D E C E M B E R       | 18                    | Spring Uje spring                               | Sverige                                   | Regi: Henrik Schyffert; Med: Uje Brandelius, Therese Hörnqvist, Bixi Brandelius, Vega Brandelius | Drama                                                   | [ 135 ] [ 136 ]       |

## Avlidna
- 6 april – Honor Blackman, 94, brittisk skådespelare.[137]
- 15 april – Brian Dennehy, 81, amerikansk skådespelare.[138]
- 28 augusti – Chadwick Boseman, 43, amerikansk skådespelare.[139]
- 5 september – Jiří Menzel, 82, tjeckisk filmregissör.[140]
- 8 september – Ronald Harwood, 85, sydafrikansk manusförfattare.[141]
- 10 september – Diana Rigg, 82, brittisk skådespelare.[142]
- 31 oktober – Sean Connery, 90, brittisk (skotsk) skådespelare.[143]
- 28 november – David Prowse, 85, brittisk skådespelare.[144]
- 11 december – Kim Ki-duk, 59, sydkoreansk filmregissör.[145]
- 17 december – Jeremy Bulloch, 75,brittisk skådespelare. [146]

### Fotnoter
1. ↑  ”2020 Worldwide Box Office”. Box Office Mojo. https://www.boxofficemojo.com/year/world/2020/. Läst 1 mars 2021.
2. ↑  ”The Good Liar (2019)”. Internet Movie Database. http://www.imdb.com/title/tt5563334/.
3. ↑  ”The Good Liar (2019)”. Svensk Filmdatabas. http://www.svenskfilmdatabas.se/sv/item/?type=film&itemid=631989.
4. ↑  ”The Grudge (2020)”. Internet Movie Database. http://www.imdb.com/title/tt3612126/.
5. ↑  ”The Grudge (2020)”. Svensk Filmdatabas. http://www.svenskfilmdatabas.se/sv/item/?type=film&itemid=631991.
6. ↑  ”The Farewell (2019)”. Internet Movie Database. http://www.imdb.com/title/tt8637428/.
7. ↑  ”The Farewell (2019)”. Svensk Filmdatabas. http://www.svenskfilmdatabas.se/sv/item/?type=film&itemid=632026.
8. ↑  ”Jojo Rabbit (2019)”. Internet Movie Database. http://www.imdb.com/title/tt2584384/.
9. ↑  ”Jojo Rabbit (2019)”. Svensk Filmdatabas. http://www.svenskfilmdatabas.se/sv/item/?type=film&itemid=632024.
10. ↑  ”Les Misérables (2019)”. Internet Movie Database. http://www.imdb.com/title/tt10199590/.
11. ↑  ”Les Misérables (2019)”. Svensk Filmdatabas. http://www.svenskfilmdatabas.se/sv/item/?type=film&itemid=632025.
12. ↑  ”Bad Boys for Life (2020)”. Internet Movie Database. http://www.imdb.com/title/tt1502397/.
13. ↑  ”Bad Boys for Life (2020)”. Svensk Filmdatabas. http://www.svenskfilmdatabas.se/sv/item/?type=film&itemid=632086.
14. ↑  ”Bombshell - När tystnaden bryts (2019)”. Internet Movie Database. http://www.imdb.com/title/tt6394270/.
15. ↑  ”Bombshell - När tystnaden bryts (2019)”. Svensk Filmdatabas. http://www.svenskfilmdatabas.se/sv/item/?type=film&itemid=632085.
16. ↑  ”Cats (2019)”. Internet Movie Database. http://www.imdb.com/title/tt5697572/.
17. ↑  ”Cats (2019)”. Svensk Filmdatabas. http://www.svenskfilmdatabas.se/sv/item/?type=film&itemid=632087.
18. ↑  ”Just Mercy (2019)”. Internet Movie Database. http://www.imdb.com/title/tt4916630/.
19. ↑  ”Just Mercy (2019)”. Svensk Filmdatabas. http://www.svenskfilmdatabas.se/sv/item/?type=film&itemid=632089.
20. ↑  ”Pelle Svanslös (2020)”. Svensk Filmdatabas. http://www.svenskfilmdatabas.se/sv/item/?type=film&itemid=88934.
21. ↑  ”Alice och borgmästaren (2019)”. Internet Movie Database. http://www.imdb.com/title/tt8903840/.
22. ↑  ”Alice och borgmästaren (2019)”. Svensk Filmdatabas. http://www.svenskfilmdatabas.se/sv/item/?type=film&itemid=632226.
23. ↑  ”Color Out of Space (2019)”. Internet Movie Database. http://www.imdb.com/title/tt5073642/.
24. ↑  ”Color Out of Space (2019)”. Svensk Filmdatabas. http://www.svenskfilmdatabas.se/sv/item/?type=film&itemid=632227.
25. ↑  ”Dolittle (2020)”. Internet Movie Database. http://www.imdb.com/title/tt6673612/.
26. ↑  ”Dolittle (2020)”. Svensk Filmdatabas. http://www.svenskfilmdatabas.se/sv/item/?type=film&itemid=632234.
27. ↑  ”Unga kvinnor (2019)”. Internet Movie Database. http://www.imdb.com/title/tt3281548/.
28. ↑  ”Unga kvinnor (2019)”. Svensk Filmdatabas. http://www.svenskfilmdatabas.se/sv/item/?type=film&itemid=632235.
29. ↑  ”1917 (2019)”. Internet Movie Database. http://www.imdb.com/title/tt8579674/.
30. ↑  ”1917 (2019)”. Svensk Filmdatabas. http://www.svenskfilmdatabas.se/sv/item/?type=film&itemid=632281.
31. ↑  ”Catwalk - Från Glada Hudik till New York (2020)”. Internet Movie Database. https://www.imdb.com/title/tt11078564/.
32. ↑  ”Catwalk - Från Glada Hudik till New York (2020)”. Svensk Filmdatabas. http://www.svenskfilmdatabas.se/sv/item/?type=film&itemid=631227.
33. ↑  ”De ovanliga (2019)”. Internet Movie Database. http://www.imdb.com/title/tt8655470/.
34. ↑  ”De ovanliga (2019)”. Svensk Filmdatabas. http://www.svenskfilmdatabas.se/sv/item/?type=film&itemid=632285.
35. ↑  ”A Hidden Life (2019)”. Internet Movie Database. http://www.imdb.com/title/tt5827916/.
36. ↑  ”A Hidden Life (2019)”. Svensk Filmdatabas. http://www.svenskfilmdatabas.se/sv/item/?type=film&itemid=632283.
37. ↑  ”Spies in Disguise (2019)”. Internet Movie Database. http://www.imdb.com/title/tt5814534/.
38. ↑  ”Spies in Disguise (2019)”. Svensk Filmdatabas. http://www.svenskfilmdatabas.se/sv/item/?type=film&itemid=632286.
39. ↑  ”The Average Color of the Universe (2020)”. Internet Movie Database. http://www.imdb.com/title/tt11374598/.
40. ↑  ”The Average Color of the Universe (2020)”. Svensk Filmdatabas. http://www.svenskfilmdatabas.se/sv/item/?type=film&itemid=626345.
41. ↑  ”Birds of Prey: And the Fantabulous Emancipation of One Harley Quinn (2020)”. Internet Movie Database. http://www.imdb.com/title/tt7713068/.
42. ↑  ”Birds of Prey: And the Fantabulous Emancipation of One Harley Quinn (2020)”. Svensk Filmdatabas. http://www.svenskfilmdatabas.se/sv/item/?type=film&itemid=632461.
43. ↑  ”En vit, vit dag (2019)”. Internet Movie Database. http://www.imdb.com/title/tt9801736/.
44. ↑  ”En vit, vit dag (2019)”. Svensk Filmdatabas. http://www.svenskfilmdatabas.se/sv/item/?type=film&itemid=617648.
45. ↑  ”Familjefesten (2019)”. Internet Movie Database. http://www.imdb.com/title/tt8080196/.
46. ↑  ”Familjefesten (2019)”. Svensk Filmdatabas. http://www.svenskfilmdatabas.se/sv/item/?type=film&itemid=632469.
47. ↑  ”LasseMajas detektivbyrå - Tågrånarens hemlighet (2020)”. Internet Movie Database. http://www.imdb.com/title/tt10039354/.
48. ↑  ”LasseMajas detektivbyrå - Tågrånarens hemlighet (2020)”. Svensk Filmdatabas. http://www.svenskfilmdatabas.se/sv/item/?type=film&itemid=624965.
49. ↑  ”Waves (2019)”. Internet Movie Database. http://www.imdb.com/title/tt8652728/.
50. ↑  ”Waves (2019)”. Svensk Filmdatabas. http://www.svenskfilmdatabas.se/sv/item/?type=film&itemid=632470.
51. ↑  ”Breaking Surface (2020)”. Internet Movie Database. http://www.imdb.com/title/tt10081762/.
52. ↑  ”Breaking Surface (2020)”. Svensk Filmdatabas. http://www.svenskfilmdatabas.se/sv/item/?type=film&itemid=89306.
53. ↑  ”Emma (2020)”. Internet Movie Database. http://www.imdb.com/title/tt9214832/.
54. ↑  ”Emma (2020)”. Svensk Filmdatabas. http://www.svenskfilmdatabas.se/sv/item/?type=film&itemid=632671.
55. ↑  ”La Belle Époque (2019)”. Internet Movie Database. http://www.imdb.com/title/tt9172422/.
56. ↑  ”La Belle Époque (2019)”. Svensk Filmdatabas. http://www.svenskfilmdatabas.se/sv/item/?type=film&itemid=632684.
57. ↑  ”Sonic the Hedgehog (2020)”. Internet Movie Database. http://www.imdb.com/title/tt3794354/.
58. ↑  ”Sonic the Hedgehog (2020)”. Svensk Filmdatabas. http://www.svenskfilmdatabas.se/sv/item/?type=film&itemid=632758.
59. ↑  ”Min pappa Marianne (2020)”. Internet Movie Database. http://www.imdb.com/title/tt9894440/.
60. ↑  ”Min pappa Marianne (2020)”. Svensk Filmdatabas. http://www.svenskfilmdatabas.se/sv/item/?type=film&itemid=82915.
61. ↑  ”The Call of the Wild - Skriet från vildmarken (2020)”. Internet Movie Database. http://www.imdb.com/title/tt7504726/.
62. ↑  ”The Call of the Wild - Skriet från vildmarken (2020)”. Svensk Filmdatabas. http://www.svenskfilmdatabas.se/sv/item/?type=film&itemid=632761.
63. ↑  ”Weathering with You (2019)”. Internet Movie Database. http://www.imdb.com/title/tt9426210/.
64. ↑  ”Weathering with You (2019)”. Svensk Filmdatabas. http://www.svenskfilmdatabas.se/sv/item/?type=film&itemid=632762.
65. ↑  ”The Gentlemen (2020)”. Internet Movie Database. http://www.imdb.com/title/tt8367814/.
66. ↑  ”The Gentlemen (2020)”. Svensk Filmdatabas. http://www.svenskfilmdatabas.se/sv/item/?type=film&itemid=632843.
67. ↑  ”En officer och spion (2019)”. Internet Movie Database. http://www.imdb.com/title/tt2398149/.
68. ↑  ”En officer och spion (2019)”. Svensk Filmdatabas. http://www.svenskfilmdatabas.se/sv/item/?type=film&itemid=632790.
69. ↑  ”The Invisible Man (2020)”. Internet Movie Database. http://www.imdb.com/title/tt1051906/.
70. ↑  ”The Invisible Man (2020)”. Svensk Filmdatabas. http://www.svenskfilmdatabas.se/sv/item/?type=film&itemid=632792.
71. ↑  ”Richard Jewell (2019)”. Internet Movie Database. http://www.imdb.com/title/tt3513548/.
72. ↑  ”Richard Jewell (2019)”. Svensk Filmdatabas. http://www.svenskfilmdatabas.se/sv/item/?type=film&itemid=632791.
73. ↑  ”Dark Waters (2019)”. Internet Movie Database. http://www.imdb.com/title/tt9071322/.
74. ↑  ”Dark Waters (2019)”. Svensk Filmdatabas. http://www.svenskfilmdatabas.se/sv/item/?type=film&itemid=632943.
75. ↑  ”Framåt (2020)”. Internet Movie Database. http://www.imdb.com/title/tt7146812/.
76. ↑  ”Framåt (2020)”. Svensk Filmdatabas. http://www.svenskfilmdatabas.se/sv/item/?type=film&itemid=632946.
77. ↑  ”The Lodge (2019)”. Internet Movie Database. http://www.imdb.com/title/tt7347846/.
78. ↑  ”The Lodge (2019)”. Svensk Filmdatabas. http://www.svenskfilmdatabas.se/sv/item/?type=film&itemid=632949.
79. ↑  ”Queen & Slim (2019)”. Internet Movie Database. http://www.imdb.com/title/tt8722346/.
80. ↑  ”Queen & Slim (2019)”. Svensk Filmdatabas. http://www.svenskfilmdatabas.se/sv/item/?type=film&itemid=632947.
81. ↑  ”Terapi i Tunisien (2019)”. Internet Movie Database. http://www.imdb.com/title/tt9648886/.
82. ↑  ”Terapi i Tunisien (2019)”. Svensk Filmdatabas. http://www.svenskfilmdatabas.se/sv/item/?type=film&itemid=632948.
83. ↑  ”Bloodshot (2020)”. Internet Movie Database. http://www.imdb.com/title/tt1634106/.
84. ↑  ”Bloodshot (2020)”. Svensk Filmdatabas. http://www.svenskfilmdatabas.se/sv/item/?type=film&itemid=633050.
85. ↑  ”Charter (2020)”. Internet Movie Database. http://www.imdb.com/title/tt9850050/.
86. ↑  ”Charter (2020)”. Svensk Filmdatabas. http://www.svenskfilmdatabas.se/sv/item/?type=film&itemid=86146.
87. ↑  ”Corpus Christi (2019)”. Internet Movie Database. http://www.imdb.com/title/tt8649186/.
88. ↑  ”Corpus Christi (2019)”. Svensk Filmdatabas. http://www.svenskfilmdatabas.se/sv/item/?type=film&itemid=633054.
89. ↑  ”The Hunt (2020)”. Internet Movie Database. http://www.imdb.com/title/tt8244784/.
90. ↑  ”The Hunt (2020)”. Svensk Filmdatabas. http://www.svenskfilmdatabas.se/sv/item/?type=film&itemid=633074.
91. ↑  ”Like a Boss (2020)”. Internet Movie Database. http://www.imdb.com/title/tt7545266/.
92. ↑  ”Like a Boss (2020)”. Svensk Filmdatabas. http://www.svenskfilmdatabas.se/sv/item/?type=film&itemid=633055.
93. ↑  ”The Lost Prince (2020)”. Internet Movie Database. http://www.imdb.com/title/tt8335482/.
94. ↑  ”The Lost Prince (2020)”. Svensk Filmdatabas. http://www.svenskfilmdatabas.se/sv/item/?type=film&itemid=633076.
95. ↑  ”Sanningen (2019)”. Internet Movie Database. http://www.imdb.com/title/tt8323120/.
96. ↑  ”Sanningen (2019)”. Svensk Filmdatabas. http://www.svenskfilmdatabas.se/sv/item/?type=film&itemid=633056.
97. ↑  ”Till min dotter (2019)”. Internet Movie Database. http://www.imdb.com/title/tt9617456/.
98. ↑  ”Till min dotter (2019)”. Svensk Filmdatabas. http://www.svenskfilmdatabas.se/sv/item/?type=film&itemid=633078.
99. ↑  ”Ella Bella Bingo (2020)”. Internet Movie Database. http://www.imdb.com/title/tt9537888/.
100. ↑  ”Ella Bella Bingo (2020)”. Svensk Filmdatabas. http://www.svenskfilmdatabas.se/sv/item/?type=film&itemid=633299.
101. ↑  ”The Peanut Butter Falcon (2019)”. Internet Movie Database. http://www.imdb.com/title/tt4364194/.
102. ↑  ”The Peanut Butter Falcon (2019)”. Svensk Filmdatabas. http://www.svenskfilmdatabas.se/sv/item/?type=film&itemid=633272.
103. ↑  ”Samsam (2019)”. Internet Movie Database. http://www.imdb.com/title/tt9784518/.
104. ↑  ”Samsam (2019)”. Svensk Filmdatabas. http://www.svenskfilmdatabas.se/sv/item/?type=film&itemid=633270.
105. ↑  ”Bait (2019)”. Internet Movie Database. http://www.imdb.com/title/tt9652782/.
106. ↑  ”Bait (2019)”. Svensk Filmdatabas. http://www.svenskfilmdatabas.se/sv/item/?type=film&itemid=633268.
107. ↑  ”Hope Gap (2019)”. Internet Movie Database. http://www.imdb.com/title/tt7587876/.
108. ↑  ”Hope Gap (2019)”. Svensk Filmdatabas. http://www.svenskfilmdatabas.se/sv/item/?type=film&itemid=633298.
109. ↑  ”Marie Curie: Pionjär. Geni. Rebell. (2019)”. Internet Movie Database. http://www.imdb.com/title/tt6017756/.
110. ↑  ”Marie Curie: Pionjär. Geni. Rebell. (2020)”. Svensk Filmdatabas. http://www.svenskfilmdatabas.se/sv/item/?type=film&itemid=645133.
111. ↑  ”The Boy 2 (2020)”. Internet Movie Database. http://www.imdb.com/title/tt9173418/.
112. ↑  ”Brahms: The Boy 2 (2020)”. Svensk Filmdatabas. http://www.svenskfilmdatabas.se/sv/item/?type=film&itemid=645129.
113. ↑  ”Berts dagbok (2020)”. Internet Movie Database. http://www.imdb.com/title/tt12182416/.
114. ↑  ”Berts dagbok (2020)”. Svensk Filmdatabas. http://www.svenskfilmdatabas.se/sv/item/?type=film&itemid=88979.
115. ↑  ”Tenet (2020)”. Internet Movie Database. http://www.imdb.com/title/tt6723592/.
116. ↑  ”Tenet (2020)”. Svensk Filmdatabas. http://www.svenskfilmdatabas.se/sv/item/?type=film&itemid=645453.
117. ↑  ”The New Mutants (2020)”. Internet Movie Database. http://www.imdb.com/title/tt4682266/.
118. ↑  ”The New Mutants (2020)”. Svensk Filmdatabas. http://www.svenskfilmdatabas.se/sv/item/?type=film&itemid=645501.
119. ↑  ”The Audition (2019)”. Internet Movie Database. http://www.imdb.com/title/tt8620154/.
120. ↑  ”The Audition (2020)”. Svensk Filmdatabas. http://www.svenskfilmdatabas.se/sv/item/?type=film&itemid=637163.
121. ↑  ”Visslarna (2019)”. Internet Movie Database. http://www.imdb.com/title/tt7921248/.
122. ↑  ”Visslarna (2020)”. Svensk Filmdatabas. http://www.svenskfilmdatabas.se/sv/item/?type=film&itemid=633075.
123. ↑  ”Funhouse (2019)”. Internet Movie Database. http://www.imdb.com/title/tt6852534/.
124. ↑  ”Funhouse (2020)”. Svensk Filmdatabas. http://www.svenskfilmdatabas.se/sv/item/?type=film&itemid=645641.
125. ↑  ”Trolls 2: Världsturnén (2020)”. Internet Movie Database. http://www.imdb.com/title/tt6587640/.
126. ↑  ”Trolls 2: Världsturnén (2020)”. Svensk Filmdatabas. http://www.svenskfilmdatabas.se/sv/item/?type=film&itemid=645734.
127. ↑  ”Nelly Rapp - Monsteragent (2020)”. Internet Movie Database. http://www.imdb.com/title/tt11199388/.
128. ↑  ”Nelly Rapp - Monsteragent (2020)”. Svensk Filmdatabas. http://www.svenskfilmdatabas.se/sv/item/?type=film&itemid=91469.
129. ↑  ”Adam (2019)”. Internet Movie Database. https://www.imdb.com/title/tt10199664/.
130. ↑  ”Adam (2020)”. Svensk Filmdatabas. http://www.svenskfilmdatabas.se/sv/item/?type=film&itemid=645727.
131. ↑  ”Freaky (2020)”. Internet Movie Database. https://www.imdb.com/title/tt10919380/.
132. ↑  ”Freaky (2020)”. Svensk Filmdatabas. http://www.svenskfilmdatabas.se/sv/item/?type=film&itemid=646135.
133. ↑  ”Greta (2020)”. Internet Movie Database. https://www.imdb.com/title/tt10394738/.
134. ↑  ”Greta (2020)”. Svensk Filmdatabas. http://www.svenskfilmdatabas.se/sv/item/?type=film&itemid=626737.
135. ↑  ”Spring Uje spring (2020)”. Internet Movie Database. http://www.imdb.com/title/tt11622272/.
136. ↑  ”Spring Uje spring (2020)”. Svensk Filmdatabas. http://www.svenskfilmdatabas.se/sv/item/?type=film&itemid=88682.
137. ↑  ”James Bond actress Honor Blackman dies aged 94” (på engelska). BBC. 6 april 2020. https://www.bbc.com/news/entertainment-arts-52189803. Läst 6 april 2020.
138. ↑  ”Brian Dennehy, ‘Tommy Boy’ and ‘First Blood’ Star, Dies at 81” (på engelska). Variety. 16 april 2020. https://variety.com/2020/film/news/brian-dennehy-dead-dies-tommy-boy-first-blood-1234582309/. Läst 15 april 2020.
139. ↑  Ugwu, Reggie; Levenson, Michael (28 augusti 2020). ”‘Black Panther’ Star Chadwick Boseman Dies of Cancer at 43” (på amerikansk engelska). The New York Times. ISSN 0362-4331. https://www.nytimes.com/2020/08/28/movies/chadwick-boseman-dead.html. Läst 30 augusti 2020.
140. ↑  ”Tjeckiske regissören Jirí Menzel är död – blev 82 år”. DN.SE. 7 september 2020. https://www.dn.se/kultur/tjeckiske-regissoren-jiri-menzel-ar-dod-blev-82-ar/. Läst 17 september 2020.
141. ↑  ”Oscarsbelönade Ronald Harwood är död”. DN.SE. 9 september 2020. https://www.dn.se/kultur/oscarsbelonade-ronald-harwood-ar-dod/. Läst 17 september 2020.
142. ↑  ””Game of thrones”-stjärnan Diana Rigg död”. Aftonbladet. https://www.aftonbladet.se/a/9OmEOM. Läst 16 september 2020.
143. ↑  ”Sean Connerys fru om sista tiden: ”Inget liv””. www.expressen.se. https://www.expressen.se/noje/connery-led-av-demens-kunde-inte-uttrycka-sig/. Läst 25 november 2020.
144. ↑  ”Darth Vader-skådespelaren David Prowse är död”. SVT Nyheter. 29 november 2020. https://www.svt.se/kultur/darth-vader-skadespelare-dod. Läst 1 december 2020.
145. ↑  ”Sydkoreanske regissören Kim Ki-duk död i covid-19”. DN.SE. 11 december 2020. https://www.dn.se/kultur/sydkoreanske-regissoren-kim-ki-duk-dod-i-covid-19/. Läst 11 december 2020.
146. ↑  ”Skådespelaren bakom Boba Fett är död”. SVT Nyheter. 17 december 2020. https://www.svt.se/kultur/skadespelaren-bakom-boba-fett-ar-dod. Läst 18 december 2020.

### Webbkällor
- Svensk Filmdatabas – Filmer med premiär 2020
- IMDb - Filmer med premiär 2020 (engelska)